# Putnički vlak
Putnički vlak je podskup željezničkih vozila, koji se kreću po tračnicama.

## Putnički vlak može biti sastavljen od:
- jedne ili više lokomotiva (vučnih vozila) i jednog ili putničkih više vagona (vučenih vozila).
- jedne ili vise pogonskih i/ili nepogonskih jedinica (obično znani kao motorni vlak)

## Podjela prema regionalnoj važnosti
- prigradski - povezuju urbanu sredinu s predgrađima
- međugradski - povezuju više gradova
- regionalni - povezuju regije
- međunarodni - povezuju zemlje

## Podjela prema brzini i udobnosti putovanja
- vlakove, koji nisu vlakovi velikih brzina:
  - putnički - staju na gotovo svakom stajalištu i postaji - brzina najniža
  - ubrzani (ovaj termin i tip vlaka je izbačen iz uporabe) - brzina kao putnički, neke stanice se preskaču
  - brzi - staje samo na stanicama
  - ekspresni (poslovni) - staje samo na velikim stanicama

- vlakove velikih brzina (iznad 200 km/h) - dugačke relacije, obično povezuje velika gradska središta velikim brzinama i kratkim vremenom putovanja. Ovi vlakovi su najudobnija kategorija za putnike.

## Poveznice
- Vlak